# Deutscher Motoryachtverband

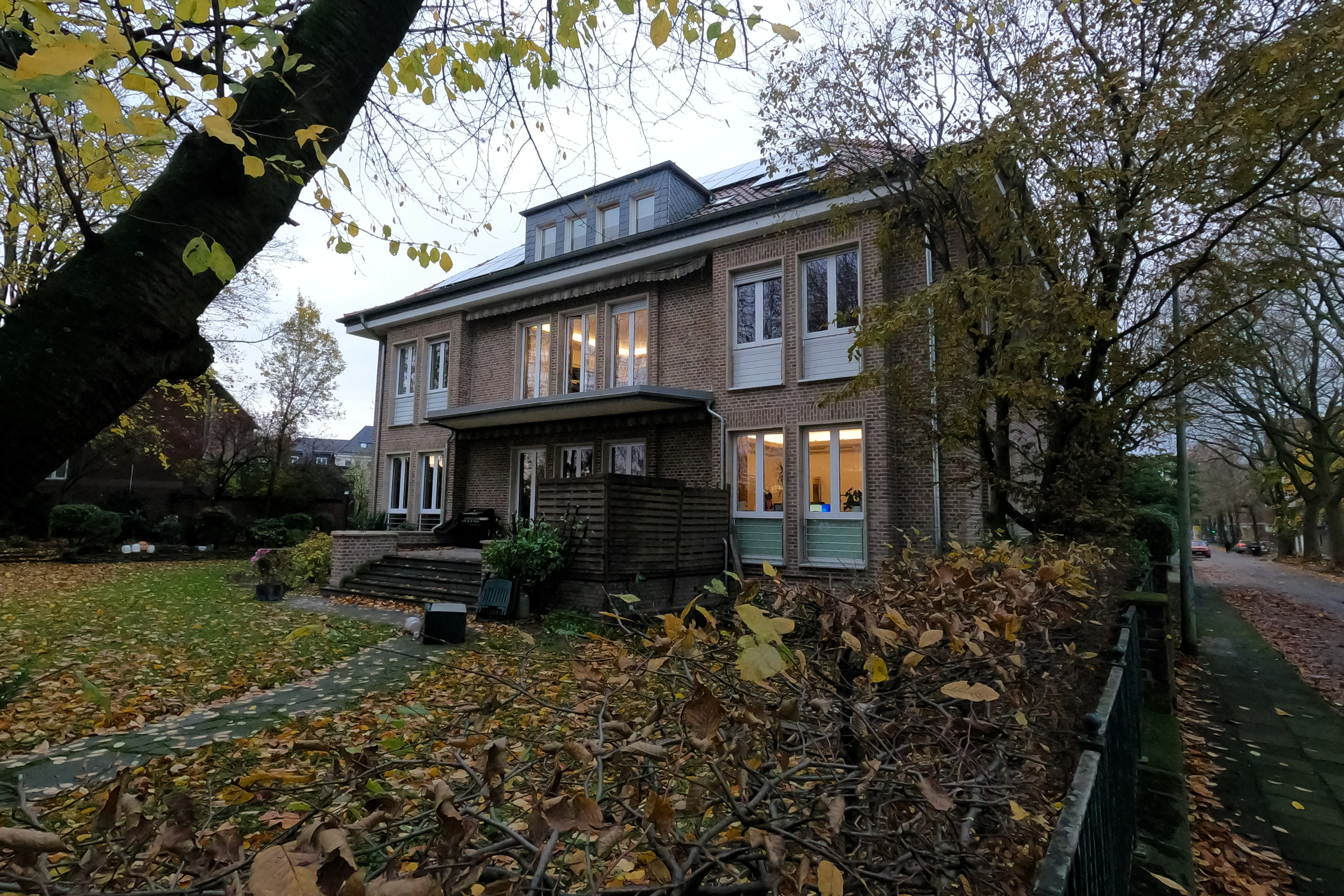
Die Geschäftsstelle am Vinckekanal

Der Deutsche Motoryachtverband e. V. (DMYV) ist der deutsche Dachverband für den Motorbootsport. Sitz des DMYV ist Duisburg. Der DMYV vertritt nahezu 500 Vereine in Deutschland. Für Motorbootfahrer, die in keinem örtlichen Verein aktiv sein möchten, gibt es die Sportbootvereinigung (SBV), die momentan etwas mehr als 5400 Mitglieder hat.
Gemeinsam mit dem DSV ist der DMYV vom Bundesverkehrsministerium mit der Abnahme der amtlichen Sportbootführerscheine beliehen. Der DMYV ist Mitglied im Deutschen Olympischen Sportbund (DOSB).

## Geschichte
Der DMYV wurde am 11. September 1907 in Berlin gegründet. Erster Präsident war „Se. Durchlaucht“ Victor Herzog von Ratibor. Vorsitzender war Geheimrat Carl Busley, der auch im Präsidium des Vorgängerverbandes der U.I.M. saß. Mitglieder des Verbandes waren in der Anfangszeit viele Automobilclubs, so zum Beispiel der Kaiserliche Automobil-Club Berlin, der Bayerische, der Sächsische und der Magdeburger Automobil-Club. Zwei Jahre später waren im Verbandsregister 233 Motoryachten registriert. Nr. 1 in dieser Liste war die Dampfyacht „Alexandria“, Besitzer „Se. Maj.“ Kaiser Wilhelm II. Zum 25-jährigen Jubiläum 1932 zählte man 17 Mitgliedsvereine mit zirka 2000 Mitgliedern. 1930 gab es nach einer internationalen Regatta auf dem Templiner See unüberwindbare Differenzen zwischen dem DMYV und dem ADAC, was zum Austritt des Auto Mobilclubs führte. Aufgrund der politischen Entwicklung trat er jedoch wieder bei. Zweiter Weltkrieg und Nachkriegszeit hinterließen auch im Bereich der Sportschifffahrt ihre Spuren. Die erste Veranstaltung nach dem Krieg konnte 1950 in Berlin ausgetragen werden. An einer kleinen Wettfahrt beteiligten sich 80 Boote.
Generalsekretär von 1956 bis 1983 war der Schriftsteller und (von 1966 bis 1983) Geschäftsführer des ADAC-Verlags Fred Dietrich (* 11. Oktober 1921 in Zürich). Besonders prägende Präsidenten waren Ernst Henne (Amtszeit von 1959 bis 1973), Alexander Basting (Amtszeit von 1973 bis 1993) und Winfried Röcker (Amtszeit von 1997 bis 2021), die alle drei nach ihrem Ausscheiden aus dem Amt zum Ehrenpräsidenten ernannt wurden. Heute gehören rund 500 Vereine mit mehreren Tausend Einzelmitgliedern dem Deutschen Motoryachtverband an.
Beim Verbandstag im Oktober 2021 wurde Frank Dettmering zum neuen Präsidenten des Deutschen Motoryachtverbandes gewählt, nachdem Winfried Röcker sein Amt nach 24-jähriger Präsidentschaft zur Verfügung gestellt hatte.

## Behördliche Beleihung
Die Prüfungsausschüsse des Deutschen Motoryachtverbandes sind vom Bundesministerium für Digitales und Verkehr (BMDV) autorisiert und vom DMYV beauftragt, amtliche Prüfungen zum Erwerb von Sportbootführerscheinen und Funkzeugnissen abzunehmen.
Zudem ist der Deutsche Motoryachtverband zur Ausstellung des Internationalen Bootsscheins (IBS) ermächtigt. Der Internationale Bootsschein für Wassersportfahrzeuge ist ein in ganz Europa anerkanntes Bootsdokument.

## Rennsport
Der DMYV hat die Sporthoheit im Bereich des Motorbootrennsports und vertritt die deutschen Interessen beim Weltdachverband U.I.M. Der vergleichbare Verband in der DDR war der ADMV, der nicht nur den Wassersport, sondern auch andere Motorsportarten vertrat.
Die Rennen in Deutschland werden von Mitgliedsvereinen des DMYV organisiert. Sie werden vom DMYV genehmigt und, wenn sie international ausgeschrieben sind, bei der U.I.M. angemeldet.
Der DMYV legt die Kriterien (zum Beispiel Mindestalter) fest und erteilt die Lizenzen für Rennbootfahrer. Mit einer Lizenz des DMYV haben deutsche Rennbootfahrer folgende internationale Titel errungen (1950–2009):
- 046 Weltmeisterschaften
- 118 Europameisterschaften

Außerdem wurden in dieser Zeit 262 Deutsche Meistertitel vergeben.
Erfolgreichster internationaler Fahrer ist der Berliner Motorenbauer Dieter König (†), er errang in 14 Rennjahren zwölf Titel (drei Welt- und neun Europameisterschaften). In Deutschland erfolgreichste Fahrer mit je zwölf Deutschen Meistertiteln sind:
- Kurt Mischke (†), Berlin (1958–1978)
- Manfred Loth, Berlin (1981–1988)

Der DMYV schlug dem Bundespräsidenten folgende Fahrer für die Verleihung des Silbernen Lorbeerblattes vor:
- 1965 Dieter König †, Berlin
- 1967 Kurt Mischke †, Berlin
- 1968 Jörg Steinwascher †, Siegburg
- 1970 Volker Steinwascher, Siegburg
- 1973 Karl Bartel †, Berlin
- 1984 Ekkehard Knape, Berg. Gladbach
- 1985 Jörg Lipinski, Berlin
- 1985 Manfred Loth, Berlin
- 1985 Ulrich Rochel, Berlin
- 1986 Hans-Georg Krage †, Berlin
- 1991 Claudia Knape, Berg. Gladbach
- 1991 Peer Krage, Berlin
- 1995 Oliver Franke, Berlin
- 2008 Reinhard Gerbert, Berlin

## Mitgliedschaft
Der Deutsche Motoryachtverband ist als Inhaber der Sporthoheit für motorisierten Wassersport in Deutschland als Teil der nicht-olympischen Sportverbände Mitglied im Deutschen Olympischen Sportbund (DOSB) sowie im internationalen Dachverband Union Internationale Motonautique (UIM) vertreten. Zudem gehört der DMYV der European Boating Association (EBA) an. Das Gremium der europäischen Spitzenverbände des Bootssports setzt sich für die Interessen der Bootssportlerinnen und Bootssportler auf EU-Ebene ein.